# Tuktoyaktuk
Tuktoyaktuk (nebo Tuktuyaaqtuuq) je inuvialuitská obec v oblasti Inuvik v Severozápadních teritoriích v Kanadě, na severním konci silnice Inuvik–Tuktoyaktuk. Tuktoyaktuk, jedna ze šesti inuvialuitských komunit v Inuvialuitském sídelním regionu, se běžně označuje jednoduše první slabikou Tuk. Osada leží severně od polárního kruhu na břehu Severního ledového oceánu a je jedinou komunitou v Kanadě u Severního ledového oceánu, která je spojena se zbytkem Kanady silnicí. Dříve se komunita jmenovala Port Brabant, v roce 1950 byla přejmenována a byla prvním místem v Kanadě, které se vrátilo k tradičnímu domorodému názvu.

## Historie
Tuktoyaktuk je poangličtěná podoba místního názvu Inuvialuitů s významem „podobný karibu“. Podle legendy se žena dívala na to, jak někteří karibuové, kteří se v této lokalitě běžně vyskytují, vlezli do vody a proměnili se v kámen. Dnes jsou prý při odlivu na pobřeží města vidět útesy připomínající tyto zkamenělé karibu.
Žádné formální archeologické naleziště dnes neexistuje, ale osada byla po staletí využívána domorodými Inuvialuity jako místo lovu karibu a běluh. Kromě toho byl přírodní přístav Tuktoyaktuk v minulosti využíván jako prostředek pro přepravu zásob do dalších inuvialuitských osad.
V letech 1890–1910 vyhubila značnou část domorodých rodin v Tuktoyaktuku epidemie chřipky, kterou sem přivezli američtí velrybáři. V následujících letech se zde usadili Deneové a také obyvatelé Herschelova ostrova. V roce 1937 zde společnost Hudson's Bay Company zřídila obchodní stanici. Dne 9. září 1944 se obcí prohnala silná podzimní vichřice, která vážně poškodila několik budov a škunerů zakotvených v přístavu a zabila také 11 lidí, kteří se vraceli ze sobí stanice na řece Anderson na škuneru Cally.
Od 50. let 20. století byly instalovány radarové kopule jako součást linie dálkového včasného varování (DEW), aby monitorovaly letecký provoz a odhalovaly možné sovětské vpády během studené války. Díky své poloze (a přístavu) byla osada důležitá pro zásobování civilních dodavatelů a personálu letectva podél linie DEW. V roce 1947 se Tuktoyaktuk stal místem jedné z prvních státních denních škol, jejichž cílem bylo násilně asimilovat inuitskou mládež do „mainstreamové“ kanadské kultury.
Obec Tuktoyaktuk se nakonec stala základnou pro průzkum ložisek ropy a zemního plynu v Beaufortově moři. Z rušného období po ropném embargu Organizace arabských zemí vyvážejících ropu v roce 1973 a letním nedostatku pohonných hmot v roce 1979 zůstaly velké průmyslové budovy. To přivedlo do regionu mnoho dalších lidí z jiných míst.
Koncem roku 2010 Kanadská agentura pro posuzování vlivů na životní prostředí oznámila, že bude provedena ekologické studie navrhované silnice mezi Inuvikem a Tuktoyaktukem, která by byla vhodná pro všechny druhy počasí. Dne 8. ledna 2014 byly na silnici Inuvik–Tuktoyaktuk oficiálně zahájeny práce a 15. listopadu 2017 byla silnice slavnostně otevřena.

## Geografie
Tuktoyaktuk leží v zátoce Kugmallit Bay poblíž delty řeky Mackenzie a nachází se na arktické hranici lesa.
Tuktoyaktuk je vstupní branou pro průzkum Národní památky Pingo, oblasti chránící osm blízkých ping v regionu, který obsahuje přibližně 1350 těchto arktických kopců s ledovými kupolemi. Památka zahrnuje území o rozloze zhruba 16 km2, jen několik kilometrů západně od obce, a patří k ní nejvyšší kanadský (druhý nejvyšší na světě) pingo, vysoký 49 m.